# Hyperocha
Hyperocha (z řec. převyšování) je peněžitá částka, která zbude po uhrazení dluhu a nákladů dražby z výtěžku vydražení zejména zástavy. Tento přebytek, označovaný v právnické mluvě jako hyperocha, se pak vrací dlužníkovi.
Hyperocha se objevuje už v římském právu. Ačkoli původní civilní římské právo dnes obvyklé zástavní právo neznalo, existovala však tzv. fiducia, kdy se věřitel dohodl s dlužníkem o převodu vlastnického práva se slibem věc po splnění dluhu vrátit, ledaže splněn nebude. Pak si ji věřitel mohl buď ponechat, anebo prodat, a v takovém případě byl povinen dlužníkovi vydat přebytek ze zisku, tedy hyperochu. Tyto dva způsoby naložení se zástavou a případná povinnost vydat dlužníkovi hyperochu existovaly i později, kdy se již vyvinula smlouva o zástavě ruční (pignus) a hypotéka. Hyperochu jako vrácení přebytku po zpeněžení zástavy výslovně upravoval ve svém § 464 i Všeobecný zákoník občanský a je také obdobně zakotvena v § 1370 nového občanského zákoníku.
Kromě prodeje zástav je tento pojem používán i v případě exekuce prodejem movitých věcí, nemovitostí, spoluvlastnických podílů nebo podniků a při zpeněžení majetkové podstaty při konkurzu i při oddlužení v insolvenčním řízení.